# Ebepius
Deloneura là một chi bướm ngày thuộc họ Lycaenidae.